# Pechero
 Pechero  a la Castella de l'Antic Règim, des de la baixa edat mitjana fins al final de l'edat moderna, és la condició social que no ve determinada per la riquesa, sinó exclusivament per l'obligació de contribuir al pagament d'un tipus d'impost personal: els anomenats Servei ordinari i extraordinari, altres impostos, com l'alcabala, al recaure sobre els productes, eren més universals. La definició de pechero implica per oposició la dels exempts: fonamentalment els privilegiats, bé per raó d'estament (noblesa i clergat), bé per raó de fur territorial, o per gràcia reial, acumulant una gran quantitat de casos particulars. Com que està vinculada l'aprovació dels serveis amb el vot de les ciutats en les Corts, els privilegiats van deixar d'estar implicats en aquestes, el que explica en bona part la condició d'aquesta institució i les seves relacions amb la Monarquia Hispànica, a diferència, per exemple, d'altres casos, molt diversos entre si: el parlament anglès o els Estats Generals a França. L'Ordenament d'Alcalá preveia la inscripció dels pecheros en els padrons de les monedes i mesures, a fi d'evitar les nombroses formes d'eludir la seva obligació de pagar. S'entenia per Pechar «pagar impostos», i hi havia impostos amb el nom de pecho o pecha a Navarra i Aragó. Es pot considerar el seu ús estès com a sinònim de plebeu, poble pla, Tercer Estat o comú, i més impròpiament, amb la condició de contribuent, que és la pròpia de l'Estat contemporani.